# اصلاحات پروتستانی اسکاتلند

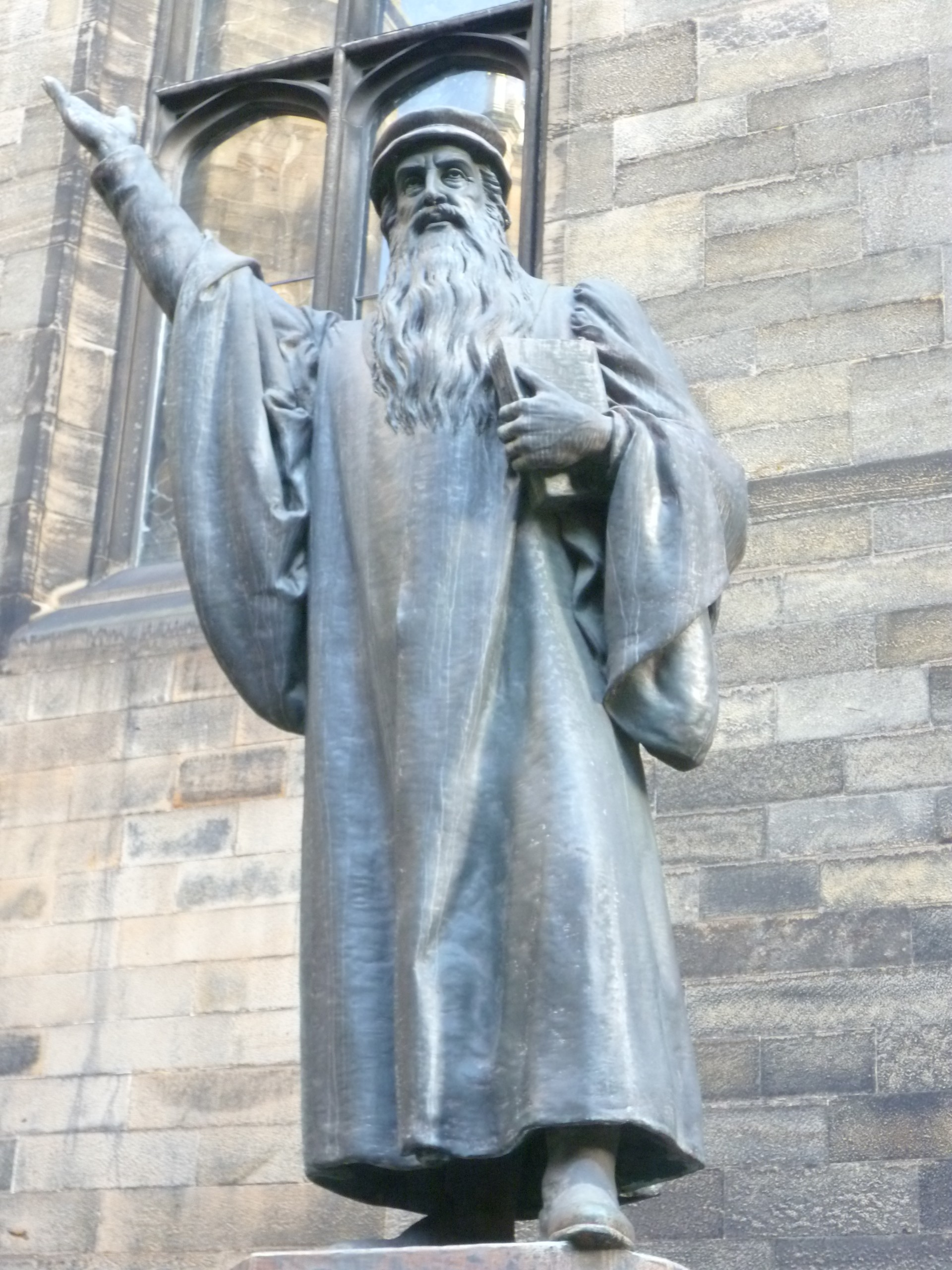
مجسمهٔ جان ناکس، مهمترین شخصیت اصلاحات پروتستانی اسکاتلند

اصلاحات پروتستانی اسکاتلند فرایندی بود که در طی آن پادشاهی اسکاتلند روابط خود را با پاپ قطع کرد و کِرْک (kirk، یا church، کلیسای ملی اسکاتلند) را پایه گذاشت که عمدتاً کالوینیست و پرسبیترینیست بود. این اتفاق در بافتار کلی اصلاحات پروتستانی در اروپا از قرن شانزدهم میلادی روی داد. در اوایل قرن شانزدهم آموزه‌های مارتین لوتر عمدتاً از طریق نوشته‌های پاتریک همیلتون (که در سال ۱۵۲۸ اعدام شد) راه خود را به اسکاتلند بازکردند. در ۱۵۴۷ انگلیسی‌ها به اسکاتلند حمله کردند و همهٔ کتب پروتستانی را در اسکاتلند غیرکوهستانی سوزاندند. اعدام اعدام اولریش تسوینگلی باعث الهام جرج ویشهارت شد که خود او هم در ۱۵۴۶ توسط کاردینال دیوید بیتون اعدام شد. این اعدام باعث شد عده‌ای از هواداران او قلعهٔ سنت اندروز را تسخیر کنند و کاردینال بیتون را بکشند. این افراد برای یک سال در قلعه مقاومت کردند تا در نهایت با کمک نیروهای فرانسوی شکست خوردند و به اسارت گرفته شدند. در میان این اسرا کشیشی به نام جان ناکس حضور داشت که به بردگی در یک کشتی محکوم شد.
در ۱۵۴۹ شکست انگلیس با کمک فرانسوی‌ها باعث شد که ملکهٔ اسکاتلند، ماری یکم، با فرانسوای دوم، شاهزادهٔ نوجوان فرانسوی ازدواج کند. ماری در ۱۵۶۰ و پس از مرگ همسرش به اسکاتلند بازگشت. در این ده سال، جان ناکس که از بردگی در کشتی فرار کرده بود جنبشی پرسبیترینیست را در اسکاتلند راه انداخت که حمایت عامه را با خود داشت. بازگشت ماری به اسکاتلند و اعمال شوهر سومش جیمز هپبورن، لرد باثول نیز موجب خشم اشراف اسکاتلند شد و در نهایت ماری دستگیر شد و پسرش جیمز یکم، که یک پروتستان بود، به تخت نشست.